# Distretto di Xindu
Il distretto di Xindu (新都区S, Xīndū QūP) è un distretto della Cina, situato nella provincia di Sichuan e amministrato dalla città sub-provinciale di Chengdu.